# 拟黄花虎耳草
拟黄花虎耳草（学名：Saxifraga chrysanthoides），为虎耳草科虎耳草属下的一个植物种。